# Українське Патріархальне Світове Об'єднання
Українське Патріархальне Світове Об'єднання (УПСО) створене на з'їзді у Вашингтоні 28—29 грудня 1974 року. На сьогоднішній день припинило своє існування.
До складу УПСО входять крайові українські патріархальні товариства США, Бельгії, Німеччини й Франції, ради й об'єднання Канади та Великої Британії, крайові об'єднання католицьких організацій Австралії й Аргентини та деякі католицькі організації (академічна «Обнова», Союз Братств і Сестрицтв в Америці та інші).
Голова: П. Зелений (Бельгія), президія в Західній Європі (1974—76 і 1979—82) та США (1976—79). УПСО відбуло чотири (до 1982) програмові конгреси мирян, було співвидавцем місячника «Патріархат» та видавцем «Бібліотеки мирянина».